# ديوك بيرسون
ديوك بيرسون (بالإنجليزية: Duke Pearson)‏ هو منتج أسطوانات وعازف بيانو وملحن أمريكي، ولد في 17 أغسطس 1932 في أتلانتا في الولايات المتحدة، وتوفي بنفس المكان في 4 أغسطس 1980.

## وصلات خارجية
- ديوك بيرسون على موقع ميوزك برينز (الإنجليزية)
- ديوك بيرسون على موقع أول ميوزيك (الإنجليزية)
- ديوك بيرسون على موقع ديسكوغز (الإنجليزية)